# مابوترول
مابوترول (به انگلیسی: Mabuterol) با فرمول شیمیایی C۱۳H۱۸ClF۳N۲O یک ترکیب شیمیایی با شناسه پاب‌کم ۳۹۹۵ است. که جرم مولی آن ۳۱۰٫۷۴ g/mol می‌باشد. 